# Josefa zu Fürstenberg-Weitra

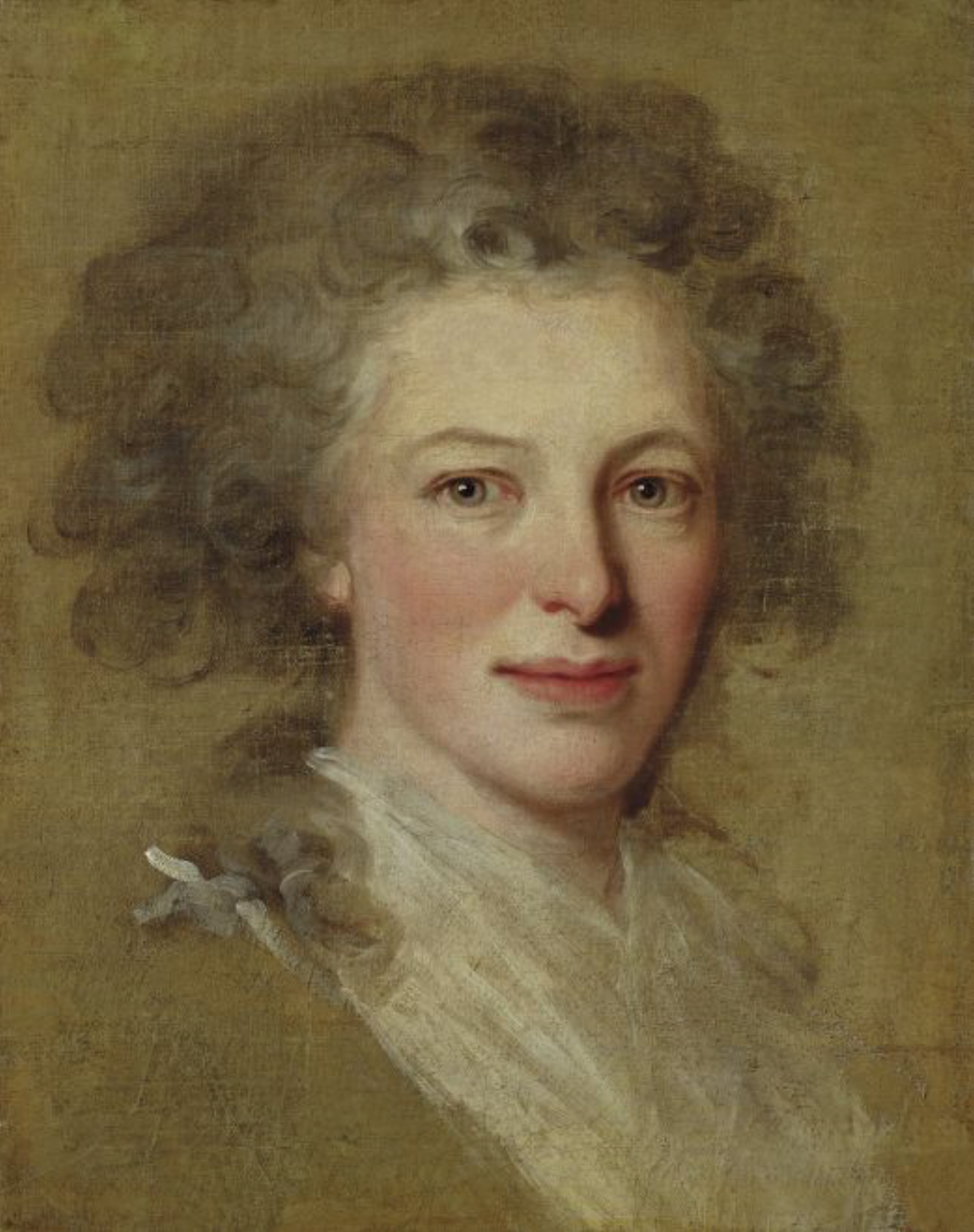
Josefa zu Fürstenberg-Weitra

Josefa zu Fürstenberg-Weitra, född 21 juni 1776 i Wien, död där 23 februari 1848, furstinna av Liechtenstein 1805-1836; gift i Wien 12 april 1792 med furst Johan I av Liechtenstein.
Beethoven tillägnade sin pianosonata op 27 nr 1, "Quasi una fantasia", till Josefa zu Fürstenberg-Weitra. 
Barn;
1. Leopoldine Maria av Liechtenstein (1793-1808)
2. Aloys II av Liechtenstein (1796-1858)
3. Sophie Marie av Liechtenstein (1798-1869) gift med greve Vincenz Esterházy von Galántha
4. Marie Josephine av Liechtenstein (1800-1884) ogift
5. Frans de Paula av Liechtenstein (1802-1887) (från honom härstammar den nuvarande regerande grenen)
6. Karl Johann av Liechtenstein (1803-1871) gift med Rosalie d'Hemricourt, grevinna von Grünne
7. Henriette av Liechtenstein (1806-1876) gift med greve Joseph Hunyady von Kethély
8. Friedrich av Liechtenstein (1807-1885) gift med Sophie Löwe
9. Eduard av Liechtenstein (1809-1864) gift med grevinnan Honoria Choloniewska - farfars farföräldrar till prins Hanno von Liechtenstein
10. August Ludwig av Liechtenstein (1810-1824)